# Gothic 1 Remake
Gothic Remake — будущий ремейк одноимённой компьютерной игры 2001 года, разрабатываемый студией Alkimia Interactive. Релиз проекта ожидается в 2026 году. 

## Разработка
В мае 2019 года издатель компьютерных игр THQ Nordic выкупил немецкую студию разработчиков Piranha Bytes, ранее выпускавшую игры серии Gothic.
В декабре 2019 года испанское отделение THQ Nordic Barcelona выпустило двухчасовую демо-версию игры Gothic Playable Teaser, после завершения которой игрокам было предложено заполнить форму с опросом, чтобы получить отзывы фанатского сообщества серии Gothic об игровом Тизере. Тизер вызвал большой резонанс, и разработчики получили большой отклик от сообщества: более 180 000 загрузок демоверсии и более 30 000 заполнений формы, отзывы в которых, соответственно, были очень разными. В феврале 2020 года THQ Nordic объявила о начале производства ремейка. По данным издателя, более 90 % игроков высказались за создание ремейка.
Перед началом производства, в мае 2020 года, специально для разработки ремейка Gothic в Барселоне была основана компания Alkimia Interactive. Все участники разработки были обязаны поиграть в оригинальную игру, если не были с ней знакомы до этого. Сама Piranha Bytes не принимает участия в разработке ремейка, так как сконцентрирована на своих проектах, таких как ELEX.
Как говорилось в различных интервью, важнейшим аспектом, на котором Alkimia Interactive сосредотачивается в производстве, является ИИ. Управление и пользовательский интерфейс также являются «двумя важными моментами», чтобы сделать игру «более дружелюбной для игрока [чем оригинал]». По словам Рейнхарда Полличе, ведущего продюсера Alkimia Interactive, боевая система в ремейке будет основана на оригинале, в отличие от игрового тизера. Помимо пары графических ассетов, взятых из игрового тизера, разработка была начата с чистого листа и ближе к оригиналу. Из-за более высокого уровня детализации и более реалистичных масштабов мир в Ремейке будет на 10-20 % больше, если сравнивать с оригинальной игрой 2001 года. Какие-то локации, которые в оригинале не получили должного внимания при разработке, будут дополнены, доработаны и изменены. Благодаря этому в том числе, появится больше второстепенных квестов и квестов для вступления в лагеря. «Сюжетные дыры» оригинала будут закрыты, объяснены и логично вплетены в сюжет в ремейке. В 2023 году в Alkimia Interactive над производством ремейка работает около 45 человек.
Студия THQ Gate21, базирующаяся в Сараево, помогает в создании Ремейка. В частности она помогает с разработкой доспехов и лиц NPC. Броня NPC не будет выглядеть на всех игровых персонажах одинаково. Она будет отличаться в деталях, каждая будет иметь свою индивидуальность. Чтобы облегчить и ускорить рабочий процесс, лица NPC создаются с помощью глубокого обучения ИИ.
Игра разрабатывается на движке Unreal Engine. Во время разработки студия перешла с Unreal Engine 4 на Unreal Engine 5.
В августе 2023 года её релиз был запланирован на вторую половину 2024 года. В конце 2024 года сообщалось, что ремейк, скорее всего, выйдет в 2025 году, но может быть выпущен и в первом квартале 2026 года. 31 декабря 2024 года комьюнити-менеджер студии сообщил, что релиз игры состоится в 2025 году.

### Саундтрек и локализация
В августе 2022 года было объявлено, что Кай Розенкранц, композитор оригинальной игры, также отвечает за саундтрек и к ремейку. Розенкранц переосмысливает оригинальный саундтрек и записывает новые музыкальные произведения в том числе. При создании локализаций на 4 основных языках Alkimia Interactive хочет по возможности включить актёров озвучания, которые участвовали в создании оригинальных озвучек.